# Apalone
Apalone – rodzaj żółwi z rodziny żółwiakowatych (Trionychidae).

## Zasięg występowania
Rodzaj obejmuje gatunki występujące w Ameryce Północnej (Kanada, Stany Zjednoczone i Meksyk).

## Systematyka

### Etymologia
- Apalone: etymologia niejasna, Rafinesque nie wyjaśnił znaczenia nazwy rodzajowej, być może od gr. απαλος apalos „miękki, delikatny”[8].
- Mesodeca: gr. μεσος mesos „środkowy”[9]; δεκα deka „dziesięć”[10]; w aluzji do środkowych dziesięciu łusek[2]. Gatunek typowy: Testudo bartrami Daudin, 1801 (= Testudo ferox Schneider, 1783).
- Platypeltis: gr. πλατυς platus „szeroki”[11]; πελτη peltē „mała tarcza bez obramowania”[12]. Gatunek typowy: Testudo ferox Schneider, 1783.
- Callinia: etymologia niejasna, Gray nie wyjaśnił znaczenia nazwy rodzajowej, być może od gr. καλλος kallos „piękno”, od καλος kalos „piękny”[13]. Gatunek typowy: Trionyx spiniferus Le Sueur, 1827.
- Euamyda: gr. ευ eu „dobry, typowy”[14]; rodzaj Amyda É. Geoffroy Saint-Hilaire, 1809. Gatunek typowy: Trionyx muticus Le Sueur, 1827.

### Podział systematyczny
Do rodzaju należą następujące gatunki: 
- Apalone ferox (Schneider, 1783) – żółwiak drapieżny[15]
- Apalone mutica (Le Sueur, 1827) – żółwiak gładkobrzegi[16]
- Apalone spinifera (Le Sueur, 1827) – żółwiak kolcowaty[16]